# Escudo de Moçambique
O escudo de Moçambique foi a moeda oficial deste país de 1 de Janeiro de 1914, quando ainda era uma colónia portuguesa, até 16 de Junho de 1980. A moeda actual é o metical.